# العلاقات اليونانية النيجيرية
العلاقات اليونانية النيجيرية هي العلاقات الثنائية التي تجمع بين اليونان ونيجيريا.

## مقارنة بين البلدين
هذه مقارنة عامة ومرجعية للدولتين:
| وجه المقارنة                                              | اليونان                                                                             | نيجيريا                     |
| --------------------------------------------------------- | ----------------------------------------------------------------------------------- | --------------------------- |
| المساحة (كم2)                                             | 131.96 ألف                                                                          | 923.77 ألف                  |
| عدد السكان (نسمة)                                         | 10.76 مليون                                                                         | 190.89 مليون                |
| الكثافة السكانية (ن./كم²)                                 | 81.54                                                                               | 206.64                      |
| العاصمة                                                   | أثينا، نافبليو                                                                      | أبوجا، لاغوس                |
| اللغة الرسمية                                             | لغة يونانية، اليونانية الديموطيقية ‏                                                 | لغة إنجليزية، اللغة اليوربا |
| العملة                                                    | يورو، دراخما، فينيكس يوناني ‏                                                        | نيرة نيجيرية                |
| الناتج المحلي الإجمالي (بليون دولار)                      | 200.29 مليار                                                                        | 375.77 مليار                |
| الناتج المحلي الإجمالي (تعادل القوة الشرائية) بليون دولار | 285.45 مليار                                                                        | 1.09 تريليون                |
| الناتج المحلي الإجمالي الاسمي للفرد دولار أمريكي          | 18.00 ألف                                                                           | 2.64 ألف                    |
| الناتج المحلي الإجمالي للفرد دولار أمريكي                 | 26.85 ألف                                                                           | 5.91 ألف                    |
| مؤشر التنمية البشرية                                      | 0.865                                                                               | 0.514                       |
| رمز المكالمات الدولي                                      | +30                                                                                 | +234                        |
| رمز الإنترنت                                              | .gr                                                                                 | .ng                         |
| المنطقة الزمنية                                           | توقيت شرق أوروبا، ت ع م+02:00، ت ع م+03:00، توقيت شرق أوروبا الصيفي ‏، أوروبا/أثينا ‏ | ت ع م+01:00                 |

## منظمات دولية مشتركة
يشترك البلدان في عضوية مجموعة من المنظمات الدولية، منها:
| علم المنظمة | اسم المنظمة                               | تاريخ انضمام اليونان | تاريخ انضمام نيجيريا |
| ----------- | ----------------------------------------- | -------------------- | -------------------- |
|             | مؤسسة التنمية الدولية                     | 9 يناير 1962         | 14 نوفمبر 1961       |
|             | الأمم المتحدة                             | 25 أكتوبر 1945       | 7 أكتوبر 1960        |
|             | منظمة التجارة العالمية                    | 1995                 | ?                    |
|             | منظمة الشرطة الجنائية الدولية             | ?                    | ?                    |
|             | المركز الدولي لتسوية المنازعات الاستشارية | 21 مايو 1969         | 14 أكتوبر 1966       |
|             | الاتحاد الدولي للاتصالات                  | 1866                 | 11 أبريل 1961        |
|             | الفريق المعني برصد الأرض                  | ?                    | ?                    |
|             | البنك الدولي للإنشاء والتعمير             | 27 ديسمبر 1945       | 30 مارس 1961         |
|             | المنظمة الهيدروغرافية الدولية             | ?                    | ?                    |
|             | الاتحاد البريدي العالمي                   | ?                    | ?                    |
|             | منظمة حظر الأسلحة الكيميائية              | ?                    | ?                    |
|             | مؤسسة التمويل الدولية                     | 26 سبتمبر 1957       | 30 مارس 1961         |
|             | وكالة ضمان الاستثمار متعدد الأطراف        | 30 أغسطس 1993        | 12 أبريل 1988        |
|             | يونسكو                                    | 4 نوفمبر 1946        | 14 نوفمبر 1960       |

## أعلام
هذه قائمة لبعض الشخصيات التي تربطها علاقات بالبلدين:
- ثاناسيس أنتيتوكونمبو (لاعب كرة سلة يوناني، 17 يوليو 1992 – )
- جيانيس أنتيتوكونمبو (لاعب كرة سلة يوناني، 6 ديسمبر 1994 – )

## وصلات خارجية
- موقع وزارة الخارجية اليونانية
- موقع وزارة الخارجية النيجيرية